# Gwen McCrae
Gwen McCrae (* 21. Dezember 1943 als Gwen Mosley in Pensacola, Florida; † 21. Februar 2025) war eine US-amerikanische Soul- und Disco-Sängerin. Sie wurde unter anderem durch den Hit Rockin’ Chair bekannt und war von 1963 bis 1976 die Ehefrau von George McCrae.

## Karriere
Gwen McCrae brachte es zwischen 1970 und 1984 auf elf Einträge in den amerikanischen R&B-Charts. Ihr größter Erfolg – und gleichzeitig einziger Hit in den Popcharts (Platz 9) – war die Single Rockin’ Chair, 1975 Platz 1 der R&B-Charts. Noch im gleichen Jahr wurde Gwen McCrae für ihre Gesangsleistung als „Beste R&B-Sängerin“ sowohl für den Grammy wie auch für den American Music Award nominiert. Für die Popwelt blieb sie dennoch ein One-Hit-Wonder.
Es folgten kleinere Hits in den R&B-Charts, darunter auch Duettaufnahmen mit ihrem damaligen Ehemann George McCrae, den sie 1963 geheiratet hatte. Die Ehe verlief, insbesondere nachdem die beiden ihren Durchbruch im Showgeschäft erlebt hatten, sehr unglücklich. Mehrfach erwähnte Gwen McCrae später, dass ihr Exmann sie auch geschlagen habe. Nach der Trennung 1976 widmete sich Gwen McCrae ihrem christlichen Glauben, veröffentlichte aber weiterhin Platten. Anfang der 1980er Jahre gelangen ihr mit Hilfe der Plattenfirma Atlantic gleich zwei Hits in den amerikanischen Discocharts: Funky Sensation (1981) und Keep the Fire Burning (1983), die auch in Europa (z. B. in den Niederlanden) erfolgreich waren.
Gwen McCrae nahm auch danach immer wieder – allerdings weniger beachtete – Soul-, Blues- und Gospel-Platten auf und war weiterhin als Live-Künstlerin aktiv. 2006 erschien mit Gwen McCrae Sings TK ihr letztes Album, das Songs des Plattenlabels „T. K. Records“ enthält, das einst die Discomusik geprägt hatte, unter anderem durch den Welthit Rock Your Baby ihres Exmannes.
McCrae starb am 21. Februar 2025 im Alter von 81 Jahren.

## Rezeption
Afrob sampelte den Song Funky Sensation 2000 in seinem Lied  Get Up. Der später weltberühmte schwedische DJ Avicii (Tim Bergling) verwendete 2010 Textpassagen und Vocals aus McCraes Single All This Love That I'm Givin‘ (1979) für einen seiner ersten weltweit erfolgreichen Hits My Feelings for You (mit Sebastian Drums).

## Diskografie

### Alben
| Jahr | Titel Musiklabel Katalog-Nr. | Höchstplatzierung, Gesamtwochen, AuszeichnungChartplatzierungen (Jahr, Titel, Musiklabel Katalog-Nr., Platzierungen, Wochen, Auszeichnungen, Anmerkungen) | Höchstplatzierung, Gesamtwochen, AuszeichnungChartplatzierungen (Jahr, Titel, Musiklabel Katalog-Nr., Platzierungen, Wochen, Auszeichnungen, Anmerkungen) | Höchstplatzierung, Gesamtwochen, AuszeichnungChartplatzierungen (Jahr, Titel, Musiklabel Katalog-Nr., Platzierungen, Wochen, Auszeichnungen, Anmerkungen) | Anmerkungen                                                                                    |
| Jahr | Titel Musiklabel Katalog-Nr. | UK | US | R&B | Anmerkungen                                                                                    |
| ---- | ---------------------------- | --- | --- | --- | ---------------------------------------------------------------------------------------------- |
| 1975 | Rockin’ Chair Cat 2605       | — | US121 (10 Wo.)US | R&B18 (9 Wo.)R&B | Erstveröffentlichung: Juni 1975 Produzent: Steve Alaimo                                        |
| 1976 | Together Cat 2606            | — | — | R&B33 (8 Wo.)R&B | Erstveröffentlichung: Dezember 1975 mit George McCrae Produzenten: Clarence Reid, Steve Alaimo |
| 1981 | Gwen McCrae Atlantic 19308   | — | — | R&B38 (13 Wo.)R&B | Erstveröffentlichung: November 1981 Produzent: Kenton Nix                                      |

Weitere Alben
- 1974: Gwen McCrae (1975 als Rockin’ Chair erschienen, dabei wurde der Track Your Love Is Worse Than a Cold Love durch Rockin’ Chair ersetzt; Cat 1603)
- 1976: Something So Right (Cat 2608)
- 1978: Let’s Straighten It Out (Cat 2613)
- 1979: Melody of Life (Cat 2614)
- 1982: On My Way (Atlantic 80019-1)
- 1996: Psychic Hotline (GoldWax 4221-2)
- 1997: Girlfriend’s Boyfriend (Home Grown 5)
- 1999: Still Rockin’ (Phat Sound FTRC0199)
- 2004: I’m Not Worried (Lewmar)
- 2006: Live in Paris at New Morning (mit The Soulpower Allstars; Hi & Fly 000 12)
- 2006: Gwen McCrae Sings TK (Henry Stone Music 6001-2)

### Kompilationen
- 1992: The Best of Gwen McCrae (Sequel NEX CD 189)
- 2010: Lay It on Me: The Columbia Years (Reel Music 66748-72002-2, P&C 72002, Sony Music A 774373)

### Singles
| Jahr | Titel Album                                            | Höchstplatzierung, Gesamtwochen, AuszeichnungChartplatzierungen (Jahr, Titel, Album, Platzierungen, Wochen, Auszeichnungen, Anmerkungen) | Höchstplatzierung, Gesamtwochen, AuszeichnungChartplatzierungen (Jahr, Titel, Album, Platzierungen, Wochen, Auszeichnungen, Anmerkungen) | Höchstplatzierung, Gesamtwochen, AuszeichnungChartplatzierungen (Jahr, Titel, Album, Platzierungen, Wochen, Auszeichnungen, Anmerkungen) | Höchstplatzierung, Gesamtwochen, AuszeichnungChartplatzierungen (Jahr, Titel, Album, Platzierungen, Wochen, Auszeichnungen, Anmerkungen) | Anmerkungen | [↑]: gemeinsam behandelt mit vorhergehendem Eintrag; [←]: in beiden Charts platziert |
| Jahr | Titel Album                                            | UK | US | R&B | Dance | Anmerkungen |                                                                                      |
| ---- | ------------------------------------------------------ | --- | --- | --- | --- | --- | ------------------------------------------------------------------------------------ |
| 1970 | Lead Me On –                                           | — | — | R&B32 (6 Wo.)R&B | — | Erstveröffentlichung: 25. August 1970 Autor: Deadric Malone Original: Bobby Bland, 1961                                              |                                                                                      |
| 1973 | For Your Love Gwen McCrae (1974) / Rockin’ Chair       | — | — | R&B17 (15 Wo.)R&B | — | Erstveröffentlichung: September 1973 Autor und Original: Ed Townsend, 1958                                                           |                                                                                      |
| 1974 | It’s Worth the Hurt Gwen McCrae (1974) / Rockin’ Chair | — | — | R&B66 (8 Wo.)R&B | — | Erstveröffentlichung: April 1974 Autor: Clarence Reid                                                                                |                                                                                      |
| 1975 | Rockin’ Chair                                          | — | US9 (14 Wo.)US | R&B1 (20 Wo.)R&B | — | Erstveröffentlichung: März 1975 Backing Vocals: George McCrae Autoren: Clarence Reid, Willie Clarke                                  |                                                                                      |
| 1975 | Love Insurance Let’s Straighten It Out                 | — | — | R&B16 (13 Wo.)R&B | — | Erstveröffentlichung: September 1975 Autor: Clarence Reid                                                                            |                                                                                      |
| 1976 | Cradle of Love Let’s Straighten It Out                 | — | — | R&B53 (6 Wo.)R&B | — | Erstveröffentlichung: Februar 1976 Autor: Clarence Reid                                                                              |                                                                                      |
| 1976 | Winners Together or Losers Apart Together              | — | — | R&B44 (7 Wo.)R&B | — | Erstveröffentlichung: März 1976 mit George McCrae; Autor: Clarence Reid                                                              |                                                                                      |
| 1976 | Damn Right It’s Good Something So Right                | — | — | R&B72 (7 Wo.)R&B | — | Erstveröffentlichung: Dezember 1976 Autor: Clarence Reid                                                                             |                                                                                      |
| 1981 | Funky Sensation Gwen McCrae (1981)                     | UK92 (1 Wo.)UK | — | R&B22 (19 Wo.)R&B | Dance15 (17 Wo.)Dance | Erstveröffentlichung: August 1981 Charteintritt in UK erst im Juli 2004                                                              |                                                                                      |
| 1981 | Have a Good Time Gwen McCrae (1981)                    | — | — | —[Dance: ↑] | Dance15 (17 Wo.)Dance | Erstveröffentlichung: September 1981 Autoren: Deidre Nix, Kenton Nix                                                                 |                                                                                      |
| 1981 | Poyson Gwen McCrae (1981)                              | — | — | —[Dance: ↑] | Dance15 (17 Wo.)Dance | Erstveröffentlichung: Dezember 1981 Autor: Kenton Nix                                                                                |                                                                                      |
| 1982 | Keep the Fire Burning On My Way                        | — | — | R&B60 (8 Wo.)R&B | Dance5 (18 Wo.)Dance | Erstveröffentlichung: November 1982 Autor: Willie Hutch                                                                              |                                                                                      |
| 1984 | Do You Know What I Mean? –                             | — | — | R&B83 (5 Wo.)R&B | — | Erstveröffentlichung: April 1984 Autor und Original: Lee Michaels, 1971                                                              |                                                                                      |
| 1988 | All This Love That I’m Giving –                        | UK63 (4 Wo.)UK | — | — | — | Erstveröffentlichung: April 1988 |                                                                                      |
| 1993 | All This Love I’m Giving –                             | UK36 (3 Wo.)UK | — | — | — | Erstveröffentlichung: Februar 1993 Music & Mystery feat. Gwen McCrae Autoren: Eternity, Betty Wright, Jeremiah Burden, Lynn Williams |                                                                                      |
| 2000 | Gittin’ What I Want –                                  | — | — | R&B92 (2 Wo.)R&B | — | Erstveröffentlichung: Juli 2000 |                                                                                      |

grau schraffiert: keine Chartdaten aus diesem Jahr verfügbar
Weitere Singles
- 1971: Been So Long
- 1971: Lay It on Me
- 1971: Ain’t Nothing You Can Do
- 1972: He’s Not You
- 1972: I’m Losing the Feeling
- 1973: He Keeps Something Groovy Goin’ On
- 1974: Move Me Baby
- 1976: Let’s Dance Dance Dance (mit George McCrae)
- 1976: I’ll Do the Rockin’(mit George McCrae)
- 1978: Starting All Over Again
- 1979: All This Love That I’m Givin’
- 1982: Doin’ It
- 1982: I Need to Be with You
- 1988: Eighties Lady
- 1996: Loving Peter to Pay Back Paul
- 2009: Let Me Do My Thing (Ferry Ultra feat. Gwen McCrae)
- 2010: Now I Found Love
- 2014: Can You Feel It (Sander Kleinenberg feat. Gwen McCrae)
- 2014: 90% of Me Is You